# Bron-Yr-Aur

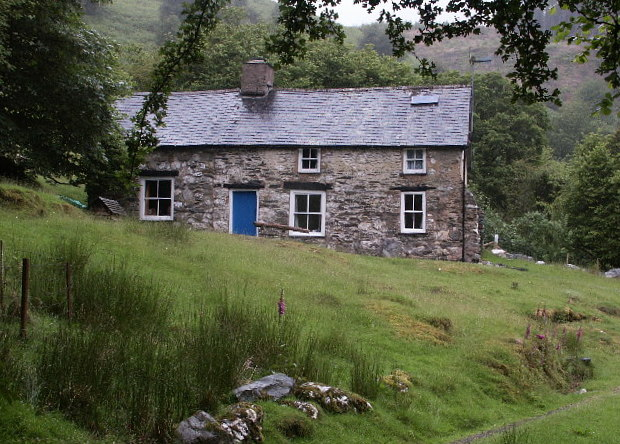
Bron-Yr-Aur en 2004.

Bron-Yr-Aur es una casa de campo ubicada en Gwynedd (Gales), cuyo nombre en galés significa ‘colina de oro’. Construida en el siglo XVIII, es famosa por haber sido usada por la banda de rock inglesa Led Zeppelin.
La familia del futuro vocalista de Led Zeppelin, Robert Plant, empleó la cabaña durante los años 50 como lugar de vacaciones. En 1970, tras una agotadora gira de quince meses por Norteamérica, los miembros de la banda regresaron a Gran Bretaña con la intención de descansar y preparar su siguiente trabajo. Jimmy Page y Robert Plant se plantearon la idea de buscar un lugar tranquilo donde encontrar inspiración: su anterior trabajo, Led Zeppelin II, había sido escrito y grabado en medio de una agitada gira, entre habitaciones de hotel y largas jornadas de carretera, utilizando diferentes estudios de grabación para cada una de las canciones. Fue entonces cuando Plant sugirió trasladarse a Bron-Yr-Aur, la cabaña donde había pasado los veranos en su niñez.
En la primavera de 1970, Robert Plant, su esposa Maureen y su hija de 18 meses, Carmen; junto con Jimmy Page y su novia Charlotte Martin, se trasladaron a la campiña galesa. Los largos paseos por el campo y las tardes junto al fuego del hogar bebiendo sidra proporcionaron a los músicos el ambiente que andaban buscando. Pronto llegó la inspiración, casi de forma automática, según Page, y fueron tomando forma temas como «Over the Hills and Far Away», «The Crunge», «The Rover», «Down by the Seaside», «Jennings Farm Blues», «Poor Tom», «Friends» o «That's the Way». Dos de ellas: «Bron-Y-Aur Stomp» y «Bron-Yr-Aur (instrumental)» llevan por título el nombre de la cabaña. Otros dos temas compuestos allí, «Another Way to Wales» y «I Wanna Be Her Man» nunca se llegaron a publicar en la discografía oficial de la banda. 
Esta escapada al campo, no solo sirvió a los dos músicos para descansar y crear nuevos temas: la convivencia familiar en una pequeña cabaña, sin agua corriente ni electricidad ayudó a reforzar la amistad entre ambos, un acercamiento muy necesario en un momento en el que la banda comenzaba a convertirse en un fenómeno de masas.

...era el momento de tomar perspectiva y no perder el norte. Zeppelin se empezaba a convertir en algo muy grande y queríamos allanar el camino para el resto del viaje. De ahí la excursión a las montañas y el inicio de los etéreos Page y Plant. Era un sitio genial.
—Robert Plant.

Esa fue la primera vez en la que realmente llegué a conocer a Robert. Vivir de verdad juntos en Bron-Yr-Aur, en vez de ocupar distintas habitaciones de hotel. Las canciones nos metieron en áreas que cambiaron a la banda, y establecieron un estándar de viajes para inspiración, que es lo mejor que un músico puede hacer.
—Jimmy Page.

Ambos regresaron a la casa en varias ocasiones más. Actualmente la casa es propiedad de Ruth Dale, una fan de Led Zeppelin y es un lugar habitual de peregrinaje de los seguidores del grupo británico.